# Upstream (Netzwerk)

Upstream/upload-Symbol

Upstream (deutsch „stromaufwärts“) ist in der Telekommunikation und in Rechnernetzwerken der Anglizismus für einen Datenfluss, der vom Endgerät eines Nutzers zu einem Netzbetreiber oder dem Internet stattfindet. Der Komplementärbegriff ist Downstream.

## Allgemeines
Upstream ist die Richtung des Datenflusses innerhalb einer Kommunikationsverbindung vom Nutzer (englisch front-end) zum Anbieter bzw. Internet (englisch head-end). Upstream ist das Absenden von digitalen Daten zu einem Empfänger. Upstream ist die Richtung entgegen einem vorherrschenden Datenfluss von der Quelle zum Verbraucher. Der Begriff ist sowohl als richtungsbezeichnendes Adjektiv, wie auch als Anteil der verfügbaren Bandbreite als Substantiv gebräuchlich.

## Technische Aspekte

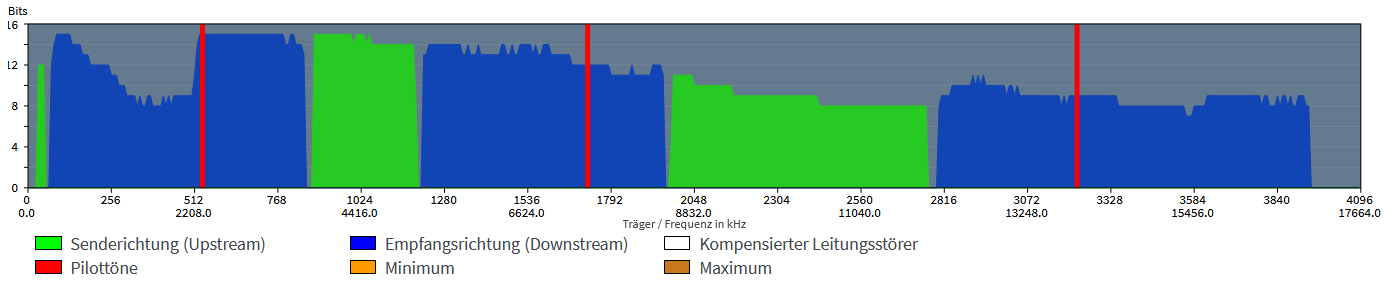
Verteilung von Down- und Upstream-Frequenzbereichen bei einer beispielhaften Verbindung nach VDSL2 17a G.Vector (ITU G.993.5)
Downstream (hier 100 Mbit/s)
Upstream (hier 40 Mbit/s)
Pilotton

In der Telekommunikation gibt es einen Absender und mindestens einen Empfänger. Im Regelfall ist zwischen beiden eine bidirektionale oder – bei mehreren Nutzern – eine multidirektionale Kommunikation möglich, die durch Datenübertragung erfolgt. Lediglich bei Simplex ist die Übertragung in nur eine Richtung möglich (Rundfunk, Fernsehen, Audioverstärker zum Lautsprecher). Auch dem Upstream liegt eine Datenübertragung zugrunde. Die Arbeitsprozesse heißen entsprechend Upload (deutsch „hochladen“).
Soll beispielsweise ein digitales Bild übertragen werden, so werden die digitalen Daten der Bilddatei beim upstream aus Sicht des Absenders in Richtung Bildempfänger übertragen. Dabei ist die Upstream-Bitrate entscheidend für die Bildübertragungsgeschwindigkeit. Bei asymmetrischen DSL-Anschlüssen liegt die Upstream-Bitrate deutlich unter der Downstream-Bitrate.

## Andere Fachgebiete
Innerhalb von Konzernen werden verschiedene konzerninterne Transaktionen zwischen Muttergesellschaft und ihren Tochtergesellschaften und umgekehrt mit dem Begriff „Upstream“ bezeichnet. Darunter fallen die Kreditgewährungen von Tochtergesellschaften an ihre Muttergesellschaft (Upstream-Darlehen), Übertragung von Liquiditätsüberschüssen an die Muttergesellschaft im Rahmen des Konzernclearings oder Garantien von Tochtergesellschaften zu Gunsten ihrer Muttergesellschaft (Upstream-Garantien). Das gilt auch für Ergebnisabführungsverträge, bei denen die Gewinne der Tochtergesellschaften an die Muttergesellschaft transferiert werden.